# Palaeomyrmidon incomtus
Palaeomyrmidon incomtus és una espècie extinta de mamífer pilós de la família dels ciclopèdids que visqué a Sud-amèrica durant el Pliocè, fa entre 3 i 5 milions d'anys. Se n'han trobat restes fòssils a la formació d'Andalhualá, a la província argentina de Catamarca. Es tracta de l'única espècie del gènere Palaeomyrmidon. Fou descrit a partir de material cranial. El nom genèric Palaeomyrmidon significa ‘Myrmidon antic’, mentre que el nom específic incomtus significa ‘despentinat’ o ‘sense ornaments’ en llatí.